# ارنست ویلیام سانسوم
ارنست ویلیام سانسوم (انگلیسی: Ernest William Sansom; ۱۸ دسامبر ۱۸۹۰ – ۱۸ اکتبر ۱۹۸۲) فرد نظامی اهل کانادا بود. وی همچنین برندهٔ جوایزی همچون نشان حمام شده‌است.